# Prefectura apostólica
La prefectura apostólica es un tipo de jurisdicción territorial (iglesia particular) de la Iglesia católica establecida en regiones de misión que aún no se han constituido como diócesis. Es por tanto de naturaleza provisional, aunque puede durar de forma indeterminada, pero el objetivo último es que la región genere el suficiente número de católicos y la suficiente estabilidad para que la Iglesia la convierta en diócesis.

Canon 371-1: El vicariato apostólico o la prefectura apostólica es una determinada porción del pueblo de Dios que, por circunstancias peculiares, aún no se ha constituido como diócesis, y se encomienda a la atención pastoral de un Vicario apostólico o de un Prefecto apostólico para que las rijan en nombre del Sumo Pontífice.

Hay que distinguir la prefectura apostólica del vicariato apostólico, un tipo similar de territorio bajo la dirección de un vicario apostólico. La prefectura aún no está lo bastante organizada para ser siquiera un vicariato apostólico, y es dirigida por un sacerdote. También existe la misión pura y simple, bajo un superior. La secuencia de desarrollo normal es de misión a prefectura apostólica, a vicariato apostólico y, finalmente, a diócesis postmisionera.

## Prefecturas apostólicas
De las 38 prefecturas apostólicas existentes en abril de 2024, casi las tres cuartas partes se encuentran en China y en gran parte están vacantes debido a su supresión por el comunismo, aunque en muchas de ellas el papa ha nombrado titulares secretamente. De las restantes 11 prefecturas apostólicas, 5 se encuentra en otros países de Asia y otras 4 en países de África. Las otras dos se encuentran una en Sudamérica y la otra en Oceanía.

### Asia
- Prefectura apostólica de Azerbaiyán, en Azerbaiyán.
- Prefectura apostólica de Battambang, en Camboya.
- Prefectura apostólica de Kompong Cham, en Camboya.
- Prefectura apostólica de Ulán Bator, en Mongolia.
- Prefectura apostólica de Yuzhno-Sajalinsk, en Rusia.

China
- Prefectura apostólica de Baoqing, de Shaoyang, de Baojing o de Paoking
- Prefectura apostólica de Guilin o de Kweilin
- Prefectura apostólica de Hainan
- Prefectura apostólica de Haizhou, de Haichow, de Donghai o de Tunghai
- Prefectura apostólica de Jiamusi o de Kiamusze
- Prefectura apostólica de Jian'ou, de Jianning, de Kienning o de Kienow
- Prefectura apostólica de Jiangzhou, de Kiangchow o de Xinjiang
- Prefectura apostólica de Lindong, de Lintong o de Lintung
- Prefectura apostólica de Linqing o de Lintsing
- Prefectura apostólica de Lizhou, de Lixian o de Lichow
- Prefectura apostólica de Qiqihar o de Tsitsihar
- Prefectura apostólica de Shaowu
- Prefectura apostólica de Shashi o de Shasi
- Prefectura apostólica de Shiqian o de Shihtsien
- Prefectura apostólica de Sinkiang, de Sinkiang-Urumqi o de Xinjiang-Urumqi
- Prefectura apostólica de Suixian o de Suihsien
- Prefectura apostólica de Tongzhou o de Tungchow
- Prefectura apostólica de Tunxi o de Tunki
- Prefectura apostólica de Weihai o de Weihaiwei
- Prefectura apostólica de Xiangtan o de Siangtan
- Prefectura apostólica de Xing’anfu, de Hinganfu o de Ankang
- Prefectura apostólica de Xining o de Sining
- Prefectura apostólica de Xinxiang o de Sinsiang
- Prefectura apostólica de Yangzhou o de Yangchow
- Prefectura apostólica de Yixian o de Yihsien
- Prefectura apostólica de Yongzhou, de Yungchow o de Lingling
- Prefectura apostólica de Yueyang, Yuezhou o de Yochow
- Prefectura apostólica de Zhaotong o de Chaotung

### África
- Prefectura apostólica de Misurata, en Libia.
- Prefectura apostólica de Robe, en Etiopía.
- Prefectura apostólica del Sahara Occidental, en el Sahara Occidental.

### América
- Prefectura apostólica de las Islas Malvinas, en las islas Malvinas.

### Oceanía
- Prefectura apostólica de las Islas Marshall, en las Islas Marshall, sufragánea de la arquidiócesis de Agaña, en Guam.